# Greater Palm Islands
Die Greater Palm Islands werden auch Palm Islands, Palm Island Group, Greater Palm Group oder Palm Isles genannt. Es handelt sich um eine Inselgruppe mit 16 Inseln, die vor der Ostküste von North Queensland im Korallenmeer im Great Barrier Reef liegt. Great Palm Island, die größte Insel, ist bewohnt.
Der Name Palm Isles geht auf James Cook zurück, der dort im Jahr 1779 auf seiner ersten Südseereise ankerte. Bei der Namensgebung nahm er Bezug auf die auf den Inseln wachsenden Palmen.

## Lage
Die Inselgruppe in der Cleveland Bay im australischen Bundesstaat Queensland liegt etwa 65 Kilometer von der Stadt Townsville und 45 Kilometer von Ingham entfernt. Die nächsten größeren Inseln sind Magnetic Island im Süden und Hinchinbrook Island im Norden. Dauerhaft bewohnt ist nur Great Palm Island.

## Inselgruppe

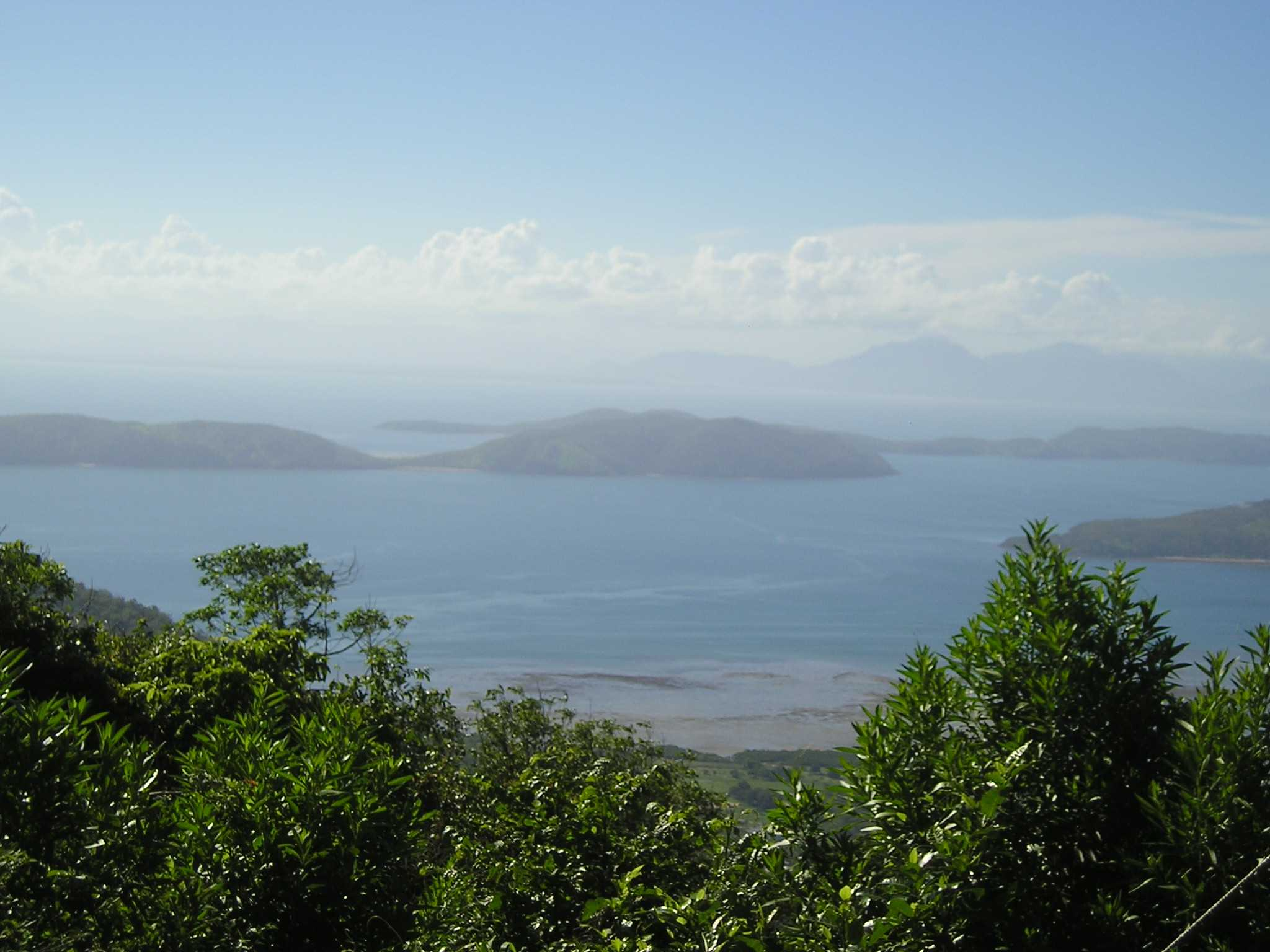
Fantome Island und Orpheus Island Great, betrachtet von Great Palm Island aus

Von den 16 Inseln tragen 12 einen Namen (in Klammern sind einzelne Inseln in der Sprache der Aborigines genannt).
- Pelorus Island (Yanooa, Guyroogarrie)
- Orpheus Island (Goolboddi) mit Orpheus-Island-Nationalpark
- Albino Rock, liegt ebenfalls im Orpheus-Island-Nationalpark
- Curacoa Island (Noogoo oder Inoogoo)
- Fantome Island (Eumilli)
- Great Palm Island (Bwgcolman)
- Esk Island (Soopun)
- Falcon Island (Carbooroo)
- Eclipse Island (Garoogubbee)
- Brisk Island (Culgarul)
- Barber Island (Boodthean)
- Fly Island
- Havannah Island

## Great Palm Island
Auf Great Palm Island, der größten und bedeutendsten Insel des Archipels, leben die Aborigines der Manbarra mit anderen Aborigines zusammen. Sie begreifen sich mittlerweile als ein Aborigines-Stamm, der sich den Namen Bwgcolman gab, der in ihrer Sprache Palm Island bedeutet. Auf der dauerhaft bewohnten Insel wurde ab der Zeit der britischen Kolonisation von den 1890er Jahren bis ins Jahr 1975 das Palm-Island-Aborigines-Reservat betrieben. In dieses Settlement (Siedlung) wurden in der Zeit von 1918 bis 1972 3950 Aborigines deportiert, die von den europäischen Siedler aus Queensland und von den Torres-Strait-Inseln verdrängt bzw. vertrieben wurden. Die Siedlung umfasste ein Aborigines-Reservat, eine Aborigines-Missionsstation, ein Gefängnis für Aborigines und Zwangsunterkünfte mit Schlafräumen für Mädchen, Jungen und Waisenkinder, Alleinerziehende und Aborigines-Frauen mit Kindern, deren Männer auf dem Festland arbeiteten. Später wurden ein Hospital, eine Krankenstation und Schule errichtet. Viele Kinder, die auf der Insel leben mussten, waren Teil der sogenannten Stolen Generation (Gestohlene Generation). Die männlichen Aborigines mussten dort ohne Entlohnung Stolen Wages (Gestohlene Löhne) arbeiten und wurden erst nach einem Gerichtsurteil im Jahr 1999 entschädigt.